# Liège-Bastogne-Liège 2019
Le Liège-Bastogne-Liège 2019 est la 105e édition de cette course cycliste masculine sur route. Il a lieu le 28 avril 2019 dans les provinces de Liège et de Luxembourg, en Belgique, et fait partie du calendrier UCI World Tour 2019 en catégorie 1.UWT.
La course est remportée par le Danois Jakob Fuglsang.

## Présentation
Liège-Bastogne-Liège, la « doyenne des classiques », connaît en 2019 sa 105e édition. La course est organisée par le RC Pesant Club Liégeois et la société Amaury Sport Organisation. C'est la troisième et dernière classique ardennaise de la saison.
L'arrivée de la course revient en 2019 dans le centre de Liège et est jugée sur le boulevard d'Avroy à hauteur de l'Athénée Léonie de Waha. Entre 1992 et 2018, l'arrivée avait lieu à Ans.

### Parcours
| Num | Nom                                 | km    | Longueur (m) | Pente moyenne | km de l'arrivée |
| --- | ----------------------------------- | ----- | ------------ | ------------- | --------------- |
| 1   | Côte de la Roche-en-Ardenne         | 75    |              |               | 181             |
| 2   | Côte de Saint-Roch                  | 121   | 1 000        | 11,2 %        | 135             |
| 3   | Côte de Mont-le-Soie                | 161   | 4 000        | 6,1 %         | 95              |
| 4   | Côte de Wanne                       | 169,5 | 2 800        | 7,4 %         | 86,5            |
| 5   | Côte de Stockeu (Stèle Eddy Merckx) | 176   | 1 000        | 12,5 %        | 80              |
| 6   | Côte de la Haute-Levée              | 181,5 | 3 600        | 5,6 %         | 74,5            |
| 7   | Col du Rosier                       | 194,5 | 4 400        | 5,9 %         | 61,5            |
| 8   | Col du Maquisard                    | 207   | 2 500        | 5 %           | 49              |
| 9   | Côte de La Redoute                  | 219   | 2 000        | 8,9 %         | 37              |
| 10  | Côte des Forges                     | 231   |              |               | 25              |
| 11  | Côte de la Roche aux faucons        | 241   | 1 300        | 11 %          | 15              |

### Équipes
| WorldTeams (18)- AG2R La Mondiale - Astana - Bahrain-Merida - Bora-hansgrohe - CCC Team - Deceuninck-Quick Step - Dimension Data - EF Education First - Groupama-FDJ - Team Jumbo-Visma - Katusha-Alpecin - Lotto Soudal - Mitchelton-Scott - Movistar Team - Sky - Team Sunweb - Trek-Segafredo - UAE Team Emirates Équipes continentales professionnelles (7)- Arkéa-Samsic - Cofidis, Solutions Crédits - Total Direct Énergie - Sport Vlaanderen-Baloise - Vital Concept-B&B Hotels - Wallonie Bruxelles - Wanty-Groupe Gobert |
| |

## Déroulement de la course
Dès le début de la course, une échappée de 8 coureurs se dégage. Elle comprend Lilian Calmejane (Total Direct Energie), Julien Bernard (Trek), Tobias Ludvigson (Groupama-FDJ), Andrea Pasqualon (Wanty-Gobert), Jérémy Maison (Arkea-Samsic), Kevin Deltombe (Sport Vlaanderen), Kenny Molly et Mathijs Paaschens (Wallonie Bruxelles). Cette échappée compte jusqu'à 11 minutes d'avance. Elle se termine à 70 km de l'arrivée quand le dernier fuyard, Julien Bernard, est repris dans la côte de la Haute-Levée par un groupe de contre-attaquants avec Philippe Gilbert, Greg Van Avermaet et Maximilian Schachmann. Après un regroupement général, une deuxième échappée de 10 hommes avec notamment Tanel Kangert et Omar Fraile prend 50 secondes avant de se dissoudre et d'être reprise à 25 km du but par un trio composé de Tim Wellens, Patrick Konrad et Daryl Impey. Au pied de la côte de la Roche-aux-faucons, Tim Wellens lâche ses compagnons d'échappée mais il est talonné par le peloton comptant tous les favoris et est rapidement repris. La course se joue alors dans l'ascension de cette côte. Les hostilités sont déclenchées par le Danois Jakob Fuglsang (Astana) qui accélère le rythme. Dans la première partie de la côte, il est suivi par Davide Formolo et Michael Woods mais, dans la seconde partie, l'Italien et le Canadien doivent lâcher prise. Fuglsang se lance alors seul dans la descente vers Liège non sans se faire une grosse frayeur à 5 km de l'arrivée dans un virage de la rue de la Belle Jardinière rendue glissante. Il rejoint le boulevard d'Avroy avec 27 secondes d'avance sur Davide Formolo.

## Classements

### Classements de la course
| \| Classement général \| Classement général \| Classement général \| Classement général \| Classement général \| \| Coureur \| Coureur \| Pays \| Équipe \| Temps \| \| ------------------ \| --------------------- \| ------------------ \| --------------------- \| ------------------ \| \| 1er \| Jakob Fuglsang \| Danemark \| Astana \| 6 h 37 min 37 s \| \| 2e \| Davide Formolo \| Italie \| Bora-Hansgrohe \| + 27 s \| \| 3e \| Maximilian Schachmann \| Allemagne \| Bora-Hansgrohe \| + 57 s \| \| 4e \| Adam Yates \| Royaume-Uni \| Mitchelton-Scott \| + 57 s \| \| 5e \| Michael Woods \| Canada \| EF Education First \| + 57 s \| \| 6e \| David Gaudu \| France \| Groupama-FDJ \| + 57 s \| \| 7e \| Mikel Landa \| Espagne \| Movistar Team \| + 57 s \| \| 8e \| Vincenzo Nibali \| Italie \| Bahrain-Merida \| + 1 min 00 s \| \| 9e \| Dylan Teuns \| Belgique \| Bahrain-Merida \| + 1 min 05 s \| \| 10e \| Wout Poels \| Pays-Bas \| Team Sky \| + 1 min 26 s \| \| 11e \| Tim Wellens \| Belgique \| Lotto-Soudal \| + 1 min 29 s \| \| 12e \| Michał Kwiatkowski \| Pologne \| Team Sky \| + 1 min 29 s \| \| 13e \| Patrick Konrad \| Autriche \| Bora-Hansgrohe \| + 1 min 29 s \| \| 14e \| Jay McCarthy \| Australie \| Bora-Hansgrohe \| + 1 min 29 s \| \| 15e \| Carlos Betancur \| Colombie \| Movistar Team \| + 1 min 29 s \| \| 16e \| Julian Alaphilippe \| France \| Deceuninck-Quick Step \| + 1 min 29 s \| \| 17e \| Laurens De Plus \| Belgique \| Team Jumbo-Visma \| + 1 min 29 s \| \| 18e \| Tadej Pogačar \| Slovénie \| UAE Team Emirates \| + 1 min 29 s \| \| 19e \| Guillaume Martin \| France \| Wanty-Gobert \| + 1 min 29 s \| \| 20e \| Daniel Martínez \| Colombie \| EF Education First \| + 1 min 29 s \| |                       |             |                       |                 |
| |                       |             |                       |                 |
| Source : ProCyclingStats |                       |             |                       |                 |
| Classement général |                       |             |                       |                 |
| Coureur | Coureur               | Pays        | Équipe                | Temps           |
| 1er | Jakob Fuglsang        | Danemark    | Astana                | 6 h 37 min 37 s |
| 2e | Davide Formolo        | Italie      | Bora-Hansgrohe        | + 27 s          |
| 3e | Maximilian Schachmann | Allemagne   | Bora-Hansgrohe        | + 57 s          |
| 4e | Adam Yates            | Royaume-Uni | Mitchelton-Scott      | + 57 s          |
| 5e | Michael Woods         | Canada      | EF Education First    | + 57 s          |
| 6e | David Gaudu           | France      | Groupama-FDJ          | + 57 s          |
| 7e | Mikel Landa           | Espagne     | Movistar Team         | + 57 s          |
| 8e | Vincenzo Nibali       | Italie      | Bahrain-Merida        | + 1 min 00 s    |
| 9e | Dylan Teuns           | Belgique    | Bahrain-Merida        | + 1 min 05 s    |
| 10e | Wout Poels            | Pays-Bas    | Team Sky              | + 1 min 26 s    |
| 11e | Tim Wellens           | Belgique    | Lotto-Soudal          | + 1 min 29 s    |
| 12e | Michał Kwiatkowski    | Pologne     | Team Sky              | + 1 min 29 s    |
| 13e | Patrick Konrad        | Autriche    | Bora-Hansgrohe        | + 1 min 29 s    |
| 14e | Jay McCarthy          | Australie   | Bora-Hansgrohe        | + 1 min 29 s    |
| 15e | Carlos Betancur       | Colombie    | Movistar Team         | + 1 min 29 s    |
| 16e | Julian Alaphilippe    | France      | Deceuninck-Quick Step | + 1 min 29 s    |
| 17e | Laurens De Plus       | Belgique    | Team Jumbo-Visma      | + 1 min 29 s    |
| 18e | Tadej Pogačar         | Slovénie    | UAE Team Emirates     | + 1 min 29 s    |
| 19e | Guillaume Martin      | France      | Wanty-Gobert          | + 1 min 29 s    |
| 20e | Daniel Martínez       | Colombie    | EF Education First    | + 1 min 29 s    |

### Classements UCI
La course attribue des points au Classement mondial UCI 2019 selon le barème suivant :
| Position           | 1er | 2e  | 3e  | 4e  | 5e  | 6e  | 7e  | 8e  | 9e  | 10e | 11e | 12e | 13e | 14e | 15e | 16e à 20e | 21e à 30e | 31e à 50e | 51e à 55e | 56e à 60e |
| Classement général | 500 | 400 | 325 | 275 | 225 | 175 | 150 | 125 | 100 | 85  | 70  | 60  | 50  | 40  | 35  | 30        | 20        | 10        | 5         | 3         |

## Liste des participants
| Légende | Légende                                                                    | Légende | Légende                                                    |
| ------- | -------------------------------------------------------------------------- | ------- | ---------------------------------------------------------- |
| Num     | Dossard de départ porté par le coureur sur ce Liège-Bastogne-Liège         | Pos     | Position à l'arrivée de la course                          |
|         | Indique un maillot de champion national ou mondial, suivi de sa spécialité | NP      | Indique un coureur qui n'a pas pris le départ de la course |
| AB      | Indique un coureur qui n'a pas terminé la course                           | HD      | Indique un coureur qui a terminé la course hors des délais |

| Deceuninck-Quick Step DQT | Deceuninck-Quick Step DQT | Deceuninck-Quick Step DQT |
| ------------------------- | ------------------------- | ------------------------- |
| Num                       | Coureur                   | Pos                       |
| 1                         | Julian Alaphilippe (FRA)  | 16e                       |
| 2                         | Philippe Gilbert (BEL)    | 58e                       |
| 3                         | Rémi Cavagna (FRA)        | AB                        |
| 4                         | Dries Devenyns (BEL)      | AB                        |
| 5                         | Enric Mas (ESP)           | 59e                       |
| 6                         | Pieter Serry (BEL)        | 91e                       |
| 7                         | Petr Vakoč (CZE)          | 94e                       |

| EF Education First EF1 | EF Education First EF1 | EF Education First EF1 |
| ---------------------- | ---------------------- | ---------------------- |
| Num                    | Coureur                | Pos                    |
| 11                     | Michael Woods (CAN)    | 5e                     |
| 12                     | Alberto Bettiol (ITA)  | AB                     |
| 13                     | Nathan Brown (USA)     | AB                     |
| 14                     | Simon Clarke (AUS)     | 40e                    |
| 15                     | Lawson Craddock (USA)  | 46e                    |
| 16                     | Tanel Kangert (EST)    | 32e                    |
| 17                     | Daniel Martínez (COL)  | 20e                    |

| AG2R La Mondiale ALM | AG2R La Mondiale ALM         | AG2R La Mondiale ALM |
| -------------------- | ---------------------------- | -------------------- |
| Num                  | Coureur                      | Pos                  |
| 21                   | Romain Bardet (FRA)          | 21e                  |
| 22                   | Mikaël Cherel (FRA)          | 76e                  |
| 23                   | Clément Chevrier (FRA)       | 95e                  |
| 24                   | Benoît Cosnefroy (FRA)       | 45e                  |
| 25                   | Aurélien Paret-Peintre (FRA) | 64e                  |
| 26                   | Alexis Vuillermoz (FRA)      | AB                   |
| 27                   | Lawrence Warbasse (USA)      | 66e                  |

| Bahrain-Merida TBM | Bahrain-Merida TBM          | Bahrain-Merida TBM |
| ------------------ | --------------------------- | ------------------ |
| Num                | Coureur                     | Pos                |
| 31                 | Vincenzo Nibali (ITA)       | 8e                 |
| 32                 | Grega Bole (SLO)            | AB                 |
| 33                 | Damiano Caruso (ITA)        | 57e                |
| 34                 | Matej Mohorič (SLO) (route) | 36e                |
| 35                 | Luka Pibernik (SLO)         | 97e                |
| 37                 | Dylan Teuns (BEL)           | 9e                 |
| 39                 | Antonio Nibali (ITA)        | 72e                |

| Bora-Hansgrohe BOH | Bora-Hansgrohe BOH          | Bora-Hansgrohe BOH |
| ------------------ | --------------------------- | ------------------ |
| Num                | Coureur                     | Pos                |
| 41                 | Maximilian Schachmann (GER) | 3e                 |
| 42                 | Cesare Benedetti (ITA)      | 53e                |
| 43                 | Marcus Burghardt (GER)      | 101e               |
| 44                 | Davide Formolo (ITA)        | 2e                 |
| 45                 | Patrick Konrad (AUT)        | 13e                |
| 46                 | Jay McCarthy (AUS)          | 14e                |
| 47                 | Gregor Mühlberger (AUT)     | AB                 |

| Mitchelton-Scott MTS | Mitchelton-Scott MTS   | Mitchelton-Scott MTS |
| -------------------- | ---------------------- | -------------------- |
| Num                  | Coureur                | Pos                  |
| 51                   | Adam Yates (GBR)       | 4e                   |
| 52                   | Michael Albasini (SUI) | 70e                  |
| 53                   | Sam Bewley (NZL)       | AB                   |
| 54                   | Damien Howson (AUS)    | 60e                  |
| 55                   | Daryl Impey (RSA)      | 23e                  |
| 56                   | Nick Schultz (AUS)     | AB                   |
| 57                   | Dion Smith (NZL)       | AB                   |

| Team Sky SKY | Team Sky SKY                     | Team Sky SKY |
| ------------ | -------------------------------- | ------------ |
| Num          | Coureur                          | Pos          |
| 61           | Michał Kwiatkowski (POL) (route) | 12e          |
| 62           | David de la Cruz (ESP)           | 67e          |
| 63           | Eddie Dunbar (IRL)               | 75e          |
| 64           | Tao Geoghegan Hart (GBR)         | 49e          |
| 65           | Michał Gołaś (POL)               | 74e          |
| 66           | Wout Poels (NED)                 | 10e          |
| 67           | Salvatore Puccio (ITA)           | 80e          |

| Astana AST | Astana AST                   | Astana AST |
| ---------- | ---------------------------- | ---------- |
| Num        | Coureur                      | Pos        |
| 71         | Jakob Fuglsang (DEN)         | 1er        |
| 72         | Omar Fraile (ESP)            | 54e        |
| 73         | Gorka Izagirre (ESP) (route) | 33e        |
| 74         | Ion Izagirre (ESP)           | 56e        |
| 75         | Alexey Lutsenko (KAZ)        | AB         |
| 76         | Luis León Sánchez (ESP)      | 55e        |
| 77         | Davide Villella (ITA)        | 47e        |

| Lotto-Soudal LTS | Lotto-Soudal LTS         | Lotto-Soudal LTS |
| ---------------- | ------------------------ | ---------------- |
| Num              | Coureur                  | Pos              |
| 81               | Tim Wellens (BEL)        | 11e              |
| 82               | Sander Armée (BEL)       | AB               |
| 83               | Bjorg Lambrecht (BEL)    | 27e              |
| 84               | Tomasz Marczyński (POL)  | 90e              |
| 85               | Maxime Monfort (BEL)     | 69e              |
| 86               | Tosh Van der Sande (BEL) | AB               |
| 87               | Jelle Vanendert (BEL)    | AB               |

| Team Sunweb SUN | Team Sunweb SUN        | Team Sunweb SUN |
| --------------- | ---------------------- | --------------- |
| Num             | Coureur                | Pos             |
| 91              | Michael Matthews (AUS) | 35e             |
| 92              | Jan Bakelants (BEL)    | 30e             |
| 93              | Tom Dumoulin (NED)     | 50e             |
| 94              | Chris Hamilton (AUS)   | AB              |
| 95              | Marc Hirschi (SUI)     | 51e             |
| 96              | Robert Power (AUS)     | AB              |
| 97              | Louis Vervaeke (BEL)   | 63e             |

| Movistar Team MOV | Movistar Team MOV                | Movistar Team MOV |
| ----------------- | -------------------------------- | ----------------- |
| Num               | Coureur                          | Pos               |
| 101               | Alejandro Valverde (ESP) (route) | AB                |
| 102               | Andrey Amador (CRC)              | 71e               |
| 103               | Winner Anacona (COL)             | 68e               |
| 104               | Carlos Betancur (COL)            | 15e               |
| 105               | Imanol Erviti (ESP)              | 92e               |
| 106               | Mikel Landa (ESP)                | 7e                |
| 107               | Carlos Verona (ESP)              | 44e               |

| Cofidis, Solutions Crédits COF | Cofidis, Solutions Crédits COF | Cofidis, Solutions Crédits COF |
| ------------------------------ | ------------------------------ | ------------------------------ |
| Num                            | Coureur                        | Pos                            |
| 111                            | Jesús Herrada (ESP)            | 28e                            |
| 112                            | Mathias Le Turnier (FRA)       | AB                             |
| 113                            | Luis Ángel Maté (ESP)          | 82e                            |
| 114                            | Marco Mathis (GER)             | AB                             |
| 115                            | Anthony Perez (FRA)            | 24e                            |
| 116                            | Pierre-Luc Périchon (FRA)      | AB                             |
| 117                            | Julien Simon (FRA)             | AB                             |

| UAE Team Emirates UAD | UAE Team Emirates UAD | UAE Team Emirates UAD |
| --------------------- | --------------------- | --------------------- |
| Num                   | Coureur               | Pos                   |
| 121                   | Dan Martin (IRL)      | AB                    |
| 122                   | Rui Costa (POR)       | AB                    |
| 123                   | Sergio Henao (COL)    | 29e                   |
| 124                   | Manuele Mori (ITA)    | AB                    |
| 125                   | Tadej Pogačar (SLO)   | 18e                   |
| 126                   | Rory Sutherland (AUS) | AB                    |
| 127                   | Diego Ulissi (ITA)    | 39e                   |

| CCC Team CPT | CCC Team CPT               | CCC Team CPT |
| ------------ | -------------------------- | ------------ |
| Num          | Coureur                    | Pos          |
| 131          | Greg Van Avermaet (BEL)    | 52e          |
| 132          | Josef Černý (CZE)          | 88e          |
| 133          | Alessandro De Marchi (ITA) | 41e          |
| 134          | Jonas Koch (GER)           | 77e          |
| 135          | Serge Pauwels (BEL)        | AB           |
| 136          | Joey Rosskopf (USA)        | AB           |
| 137          | Laurens ten Dam (NED)      | AB           |

| Katusha-Alpecin TKA | Katusha-Alpecin TKA    | Katusha-Alpecin TKA |
| ------------------- | ---------------------- | ------------------- |
| Num                 | Coureur                | Pos                 |
| 141                 | Enrico Battaglin (ITA) | 38e                 |
| 142                 | José Gonçalves (POR)   | 73e                 |
| 143                 | Nathan Haas (AUS)      | 86e                 |
| 144                 | Pavel Kochetkov (RUS)  | 98e                 |
| 145                 | Nils Politt (GER)      | 81e                 |
| 146                 | Dmitri Strakhov (RUS)  | 65e                 |
| 147                 | Ilnur Zakarin (RUS)    | 22e                 |

| Team Jumbo-Visma TJV | Team Jumbo-Visma TJV    | Team Jumbo-Visma TJV |
| -------------------- | ----------------------- | -------------------- |
| Num                  | Coureur                 | Pos                  |
| 151                  | Robert Gesink (NED)     | AB                   |
| 152                  | Koen Bouwman (NED)      | 78e                  |
| 153                  | Laurens De Plus (BEL)   | 17e                  |
| 154                  | Tom Leezer (NED)        | AB                   |
| 155                  | Bert-Jan Lindeman (NED) | 84e                  |
| 156                  | Paul Martens (GER)      | 83e                  |
| 157                  | Antwan Tolhoek (NED)    | AB                   |

| Trek-Segafredo TFS | Trek-Segafredo TFS   | Trek-Segafredo TFS |
| ------------------ | -------------------- | ------------------ |
| Num                | Coureur              | Pos                |
| 161                | Toms Skujiņš (LAT)   | 26e                |
| 162                | Julien Bernard (FRA) | AB                 |
| 163                | Giulio Ciccone (ITA) | 34e                |
| 164                | Nicola Conci (ITA)   | 61e                |
| 165                | Fabio Felline (ITA)  | AB                 |
| 166                | Michael Gogl (AUT)   | AB                 |
| 167                | Peter Stetina (USA)  | 89e                |

| Groupama-FDJ GFC | Groupama-FDJ GFC        | Groupama-FDJ GFC |
| ---------------- | ----------------------- | ---------------- |
| Num              | Coureur                 | Pos              |
| 171              | David Gaudu (FRA)       | 6e               |
| 172              | William Bonnet (FRA)    | AB               |
| 173              | Tobias Ludvigsson (SWE) | AB               |
| 174              | Valentin Madouas (FRA)  | 31e              |
| 175              | Rudy Molard (FRA)       | 25e              |
| 176              | Romain Seigle (FRA)     | AB               |
| 177              | Benoît Vaugrenard (FRA) | AB               |

| Dimension Data TDD | Dimension Data TDD               | Dimension Data TDD |
| ------------------ | -------------------------------- | ------------------ |
| Num                | Coureur                          | Pos                |
| 181                | Roman Kreuziger (CZE)            | 79e                |
| 182                | Enrico Gasparotto (ITA)          | AB                 |
| 183                | Jacques Janse van Rensburg (RSA) | 100e               |
| 184                | Benjamin King (USA)              | 85e                |
| 185                | Tom-Jelte Slagter (NED)          | 43e                |
| 186                | Jay Robert Thomson (RSA)         | AB                 |
| 187                | Michael Valgren (DEN)            | AB                 |

| Wanty-Gobert WGG | Wanty-Gobert WGG           | Wanty-Gobert WGG |
| ---------------- | -------------------------- | ---------------- |
| Num              | Coureur                    | Pos              |
| 191              | Guillaume Martin (FRA)     | 19e              |
| 192              | Jérôme Baugnies (BEL)      | AB               |
| 193              | Fabien Doubey (FRA)        | AB               |
| 194              | Odd Christian Eiking (NOR) | 37e              |
| 195              | Xandro Meurisse (BEL)      | AB               |
| 196              | Andrea Pasqualon (ITA)     | AB               |
| 197              | Loïc Vliegen (BEL)         | AB               |

| Total Direct Énergie TDE | Total Direct Énergie TDE | Total Direct Énergie TDE |
| ------------------------ | ------------------------ | ------------------------ |
| Num                      | Coureur                  | Pos                      |
| 201                      | Lilian Calmejane (FRA)   | AB                       |
| 202                      | Fabien Grellier (FRA)    | AB                       |
| 203                      | Jonathan Hivert (FRA)    | AB                       |
| 204                      | Bryan Nauleau (FRA)      | AB                       |
| 205                      | Paul Ourselin (FRA)      | AB                       |
| 206                      | Romain Sicard (FRA)      | 93e                      |
| 207                      | Angélo Tulik (FRA)       | AB                       |

| Arkéa-Samsic PCB | Arkéa-Samsic PCB        | Arkéa-Samsic PCB |
| ---------------- | ----------------------- | ---------------- |
| Num              | Coureur                 | Pos              |
| 211              | Élie Gesbert (FRA)      | AB               |
| 212              | Anthony Delaplace (FRA) | AB               |
| 213              | Romain Hardy (FRA)      | 96e              |
| 214              | Kévin Ledanois (FRA)    | AB               |
| 215              | Jérémy Maison (FRA)     | AB               |
| 216              | Amaël Moinard (FRA)     | AB               |
| 217              | Florian Vachon (FRA)    | AB               |

| Sport Vlaanderen-Baloise SVB | Sport Vlaanderen-Baloise SVB | Sport Vlaanderen-Baloise SVB |
| ---------------------------- | ---------------------------- | ---------------------------- |
| Num                          | Coureur                      | Pos                          |
| 221                          | Dries Van Gestel (BEL)       | AB                           |
| 222                          | Benjamin Declercq (BEL)      | AB                           |
| 223                          | Kevin Deltombe (BEL)         | AB                           |
| 224                          | Thomas Sprengers (BEL)       | 62e                          |
| 225                          | Mathias Van Gompel (BEL)     | AB                           |
| 226                          | Aaron Van Poucke (BEL)       | AB                           |
| 227                          | Aaron Verwilst (BEL)         | AB                           |

| Vital Concept-B&B Hotels VCB | Vital Concept-B&B Hotels VCB | Vital Concept-B&B Hotels VCB |
| ---------------------------- | ---------------------------- | ---------------------------- |
| Num                          | Coureur                      | Pos                          |
| 231                          | Patrick Müller (SUI)         | AB                           |
| 232                          | Yoann Bagot (FRA)            | AB                           |
| 233                          | Arnaud Courteille (FRA)      | 99e                          |
| 234                          | Cyril Gautier (FRA)          | AB                           |
| 235                          | Quentin Pacher (FRA)         | 48e                          |
| 236                          | Kévin Réza (FRA)             | AB                           |
| 237                          | Jimmy Turgis (FRA)           | AB                           |

| Wallonie Bruxelles WVA | Wallonie Bruxelles WVA    | Wallonie Bruxelles WVA |
| ---------------------- | ------------------------- | ---------------------- |
| Num                    | Coureur                   | Pos                    |
| 241                    | Eliot Lietaer (BEL)       | 42e                    |
| 242                    | Kevyn Ista (BEL)          | AB                     |
| 243                    | Justin Jules (FRA)        | 87e                    |
| 244                    | Kenny Molly (BEL)         | AB                     |
| 245                    | Mathijs Paasschens (NED)  | AB                     |
| 246                    | Dimitri Peyskens (BEL)    | AB                     |
| 247                    | Baptiste Planckaert (BEL) | AB                     |

| Deceuninck-Quick Step DQT | Deceuninck-Quick Step DQT | Deceuninck-Quick Step DQT |
| ------------------------- | ------------------------- | ------------------------- |
| Num                       | Coureur                   | Pos                       |
| 1                         | Julian Alaphilippe (FRA)  | 16e                       |
| 2                         | Philippe Gilbert (BEL)    | 58e                       |
| 3                         | Rémi Cavagna (FRA)        | AB                        |
| 4                         | Dries Devenyns (BEL)      | AB                        |
| 5                         | Enric Mas (ESP)           | 59e                       |
| 6                         | Pieter Serry (BEL)        | 91e                       |
| 7                         | Petr Vakoč (CZE)          | 94e                       |

| EF Education First EF1 | EF Education First EF1 | EF Education First EF1 |
| ---------------------- | ---------------------- | ---------------------- |
| Num                    | Coureur                | Pos                    |
| 11                     | Michael Woods (CAN)    | 5e                     |
| 12                     | Alberto Bettiol (ITA)  | AB                     |
| 13                     | Nathan Brown (USA)     | AB                     |
| 14                     | Simon Clarke (AUS)     | 40e                    |
| 15                     | Lawson Craddock (USA)  | 46e                    |
| 16                     | Tanel Kangert (EST)    | 32e                    |
| 17                     | Daniel Martínez (COL)  | 20e                    |

| AG2R La Mondiale ALM | AG2R La Mondiale ALM         | AG2R La Mondiale ALM |
| -------------------- | ---------------------------- | -------------------- |
| Num                  | Coureur                      | Pos                  |
| 21                   | Romain Bardet (FRA)          | 21e                  |
| 22                   | Mikaël Cherel (FRA)          | 76e                  |
| 23                   | Clément Chevrier (FRA)       | 95e                  |
| 24                   | Benoît Cosnefroy (FRA)       | 45e                  |
| 25                   | Aurélien Paret-Peintre (FRA) | 64e                  |
| 26                   | Alexis Vuillermoz (FRA)      | AB                   |
| 27                   | Lawrence Warbasse (USA)      | 66e                  |

| Bahrain-Merida TBM | Bahrain-Merida TBM          | Bahrain-Merida TBM |
| ------------------ | --------------------------- | ------------------ |
| Num                | Coureur                     | Pos                |
| 31                 | Vincenzo Nibali (ITA)       | 8e                 |
| 32                 | Grega Bole (SLO)            | AB                 |
| 33                 | Damiano Caruso (ITA)        | 57e                |
| 34                 | Matej Mohorič (SLO) (route) | 36e                |
| 35                 | Luka Pibernik (SLO)         | 97e                |
| 37                 | Dylan Teuns (BEL)           | 9e                 |
| 39                 | Antonio Nibali (ITA)        | 72e                |

| Bora-Hansgrohe BOH | Bora-Hansgrohe BOH          | Bora-Hansgrohe BOH |
| ------------------ | --------------------------- | ------------------ |
| Num                | Coureur                     | Pos                |
| 41                 | Maximilian Schachmann (GER) | 3e                 |
| 42                 | Cesare Benedetti (ITA)      | 53e                |
| 43                 | Marcus Burghardt (GER)      | 101e               |
| 44                 | Davide Formolo (ITA)        | 2e                 |
| 45                 | Patrick Konrad (AUT)        | 13e                |
| 46                 | Jay McCarthy (AUS)          | 14e                |
| 47                 | Gregor Mühlberger (AUT)     | AB                 |

| Mitchelton-Scott MTS | Mitchelton-Scott MTS   | Mitchelton-Scott MTS |
| -------------------- | ---------------------- | -------------------- |
| Num                  | Coureur                | Pos                  |
| 51                   | Adam Yates (GBR)       | 4e                   |
| 52                   | Michael Albasini (SUI) | 70e                  |
| 53                   | Sam Bewley (NZL)       | AB                   |
| 54                   | Damien Howson (AUS)    | 60e                  |
| 55                   | Daryl Impey (RSA)      | 23e                  |
| 56                   | Nick Schultz (AUS)     | AB                   |
| 57                   | Dion Smith (NZL)       | AB                   |

| Team Sky SKY | Team Sky SKY                     | Team Sky SKY |
| ------------ | -------------------------------- | ------------ |
| Num          | Coureur                          | Pos          |
| 61           | Michał Kwiatkowski (POL) (route) | 12e          |
| 62           | David de la Cruz (ESP)           | 67e          |
| 63           | Eddie Dunbar (IRL)               | 75e          |
| 64           | Tao Geoghegan Hart (GBR)         | 49e          |
| 65           | Michał Gołaś (POL)               | 74e          |
| 66           | Wout Poels (NED)                 | 10e          |
| 67           | Salvatore Puccio (ITA)           | 80e          |

| Astana AST | Astana AST                   | Astana AST |
| ---------- | ---------------------------- | ---------- |
| Num        | Coureur                      | Pos        |
| 71         | Jakob Fuglsang (DEN)         | 1er        |
| 72         | Omar Fraile (ESP)            | 54e        |
| 73         | Gorka Izagirre (ESP) (route) | 33e        |
| 74         | Ion Izagirre (ESP)           | 56e        |
| 75         | Alexey Lutsenko (KAZ)        | AB         |
| 76         | Luis León Sánchez (ESP)      | 55e        |
| 77         | Davide Villella (ITA)        | 47e        |

| Lotto-Soudal LTS | Lotto-Soudal LTS         | Lotto-Soudal LTS |
| ---------------- | ------------------------ | ---------------- |
| Num              | Coureur                  | Pos              |
| 81               | Tim Wellens (BEL)        | 11e              |
| 82               | Sander Armée (BEL)       | AB               |
| 83               | Bjorg Lambrecht (BEL)    | 27e              |
| 84               | Tomasz Marczyński (POL)  | 90e              |
| 85               | Maxime Monfort (BEL)     | 69e              |
| 86               | Tosh Van der Sande (BEL) | AB               |
| 87               | Jelle Vanendert (BEL)    | AB               |

| Team Sunweb SUN | Team Sunweb SUN        | Team Sunweb SUN |
| --------------- | ---------------------- | --------------- |
| Num             | Coureur                | Pos             |
| 91              | Michael Matthews (AUS) | 35e             |
| 92              | Jan Bakelants (BEL)    | 30e             |
| 93              | Tom Dumoulin (NED)     | 50e             |
| 94              | Chris Hamilton (AUS)   | AB              |
| 95              | Marc Hirschi (SUI)     | 51e             |
| 96              | Robert Power (AUS)     | AB              |
| 97              | Louis Vervaeke (BEL)   | 63e             |

| Movistar Team MOV | Movistar Team MOV                | Movistar Team MOV |
| ----------------- | -------------------------------- | ----------------- |
| Num               | Coureur                          | Pos               |
| 101               | Alejandro Valverde (ESP) (route) | AB                |
| 102               | Andrey Amador (CRC)              | 71e               |
| 103               | Winner Anacona (COL)             | 68e               |
| 104               | Carlos Betancur (COL)            | 15e               |
| 105               | Imanol Erviti (ESP)              | 92e               |
| 106               | Mikel Landa (ESP)                | 7e                |
| 107               | Carlos Verona (ESP)              | 44e               |

| Cofidis, Solutions Crédits COF | Cofidis, Solutions Crédits COF | Cofidis, Solutions Crédits COF |
| ------------------------------ | ------------------------------ | ------------------------------ |
| Num                            | Coureur                        | Pos                            |
| 111                            | Jesús Herrada (ESP)            | 28e                            |
| 112                            | Mathias Le Turnier (FRA)       | AB                             |
| 113                            | Luis Ángel Maté (ESP)          | 82e                            |
| 114                            | Marco Mathis (GER)             | AB                             |
| 115                            | Anthony Perez (FRA)            | 24e                            |
| 116                            | Pierre-Luc Périchon (FRA)      | AB                             |
| 117                            | Julien Simon (FRA)             | AB                             |

| UAE Team Emirates UAD | UAE Team Emirates UAD | UAE Team Emirates UAD |
| --------------------- | --------------------- | --------------------- |
| Num                   | Coureur               | Pos                   |
| 121                   | Dan Martin (IRL)      | AB                    |
| 122                   | Rui Costa (POR)       | AB                    |
| 123                   | Sergio Henao (COL)    | 29e                   |
| 124                   | Manuele Mori (ITA)    | AB                    |
| 125                   | Tadej Pogačar (SLO)   | 18e                   |
| 126                   | Rory Sutherland (AUS) | AB                    |
| 127                   | Diego Ulissi (ITA)    | 39e                   |

| CCC Team CPT | CCC Team CPT               | CCC Team CPT |
| ------------ | -------------------------- | ------------ |
| Num          | Coureur                    | Pos          |
| 131          | Greg Van Avermaet (BEL)    | 52e          |
| 132          | Josef Černý (CZE)          | 88e          |
| 133          | Alessandro De Marchi (ITA) | 41e          |
| 134          | Jonas Koch (GER)           | 77e          |
| 135          | Serge Pauwels (BEL)        | AB           |
| 136          | Joey Rosskopf (USA)        | AB           |
| 137          | Laurens ten Dam (NED)      | AB           |

| Katusha-Alpecin TKA | Katusha-Alpecin TKA    | Katusha-Alpecin TKA |
| ------------------- | ---------------------- | ------------------- |
| Num                 | Coureur                | Pos                 |
| 141                 | Enrico Battaglin (ITA) | 38e                 |
| 142                 | José Gonçalves (POR)   | 73e                 |
| 143                 | Nathan Haas (AUS)      | 86e                 |
| 144                 | Pavel Kochetkov (RUS)  | 98e                 |
| 145                 | Nils Politt (GER)      | 81e                 |
| 146                 | Dmitri Strakhov (RUS)  | 65e                 |
| 147                 | Ilnur Zakarin (RUS)    | 22e                 |

| Team Jumbo-Visma TJV | Team Jumbo-Visma TJV    | Team Jumbo-Visma TJV |
| -------------------- | ----------------------- | -------------------- |
| Num                  | Coureur                 | Pos                  |
| 151                  | Robert Gesink (NED)     | AB                   |
| 152                  | Koen Bouwman (NED)      | 78e                  |
| 153                  | Laurens De Plus (BEL)   | 17e                  |
| 154                  | Tom Leezer (NED)        | AB                   |
| 155                  | Bert-Jan Lindeman (NED) | 84e                  |
| 156                  | Paul Martens (GER)      | 83e                  |
| 157                  | Antwan Tolhoek (NED)    | AB                   |

| Trek-Segafredo TFS | Trek-Segafredo TFS   | Trek-Segafredo TFS |
| ------------------ | -------------------- | ------------------ |
| Num                | Coureur              | Pos                |
| 161                | Toms Skujiņš (LAT)   | 26e                |
| 162                | Julien Bernard (FRA) | AB                 |
| 163                | Giulio Ciccone (ITA) | 34e                |
| 164                | Nicola Conci (ITA)   | 61e                |
| 165                | Fabio Felline (ITA)  | AB                 |
| 166                | Michael Gogl (AUT)   | AB                 |
| 167                | Peter Stetina (USA)  | 89e                |

| Groupama-FDJ GFC | Groupama-FDJ GFC        | Groupama-FDJ GFC |
| ---------------- | ----------------------- | ---------------- |
| Num              | Coureur                 | Pos              |
| 171              | David Gaudu (FRA)       | 6e               |
| 172              | William Bonnet (FRA)    | AB               |
| 173              | Tobias Ludvigsson (SWE) | AB               |
| 174              | Valentin Madouas (FRA)  | 31e              |
| 175              | Rudy Molard (FRA)       | 25e              |
| 176              | Romain Seigle (FRA)     | AB               |
| 177              | Benoît Vaugrenard (FRA) | AB               |

| Dimension Data TDD | Dimension Data TDD               | Dimension Data TDD |
| ------------------ | -------------------------------- | ------------------ |
| Num                | Coureur                          | Pos                |
| 181                | Roman Kreuziger (CZE)            | 79e                |
| 182                | Enrico Gasparotto (ITA)          | AB                 |
| 183                | Jacques Janse van Rensburg (RSA) | 100e               |
| 184                | Benjamin King (USA)              | 85e                |
| 185                | Tom-Jelte Slagter (NED)          | 43e                |
| 186                | Jay Robert Thomson (RSA)         | AB                 |
| 187                | Michael Valgren (DEN)            | AB                 |

| Wanty-Gobert WGG | Wanty-Gobert WGG           | Wanty-Gobert WGG |
| ---------------- | -------------------------- | ---------------- |
| Num              | Coureur                    | Pos              |
| 191              | Guillaume Martin (FRA)     | 19e              |
| 192              | Jérôme Baugnies (BEL)      | AB               |
| 193              | Fabien Doubey (FRA)        | AB               |
| 194              | Odd Christian Eiking (NOR) | 37e              |
| 195              | Xandro Meurisse (BEL)      | AB               |
| 196              | Andrea Pasqualon (ITA)     | AB               |
| 197              | Loïc Vliegen (BEL)         | AB               |

| Total Direct Énergie TDE | Total Direct Énergie TDE | Total Direct Énergie TDE |
| ------------------------ | ------------------------ | ------------------------ |
| Num                      | Coureur                  | Pos                      |
| 201                      | Lilian Calmejane (FRA)   | AB                       |
| 202                      | Fabien Grellier (FRA)    | AB                       |
| 203                      | Jonathan Hivert (FRA)    | AB                       |
| 204                      | Bryan Nauleau (FRA)      | AB                       |
| 205                      | Paul Ourselin (FRA)      | AB                       |
| 206                      | Romain Sicard (FRA)      | 93e                      |
| 207                      | Angélo Tulik (FRA)       | AB                       |

| Arkéa-Samsic PCB | Arkéa-Samsic PCB        | Arkéa-Samsic PCB |
| ---------------- | ----------------------- | ---------------- |
| Num              | Coureur                 | Pos              |
| 211              | Élie Gesbert (FRA)      | AB               |
| 212              | Anthony Delaplace (FRA) | AB               |
| 213              | Romain Hardy (FRA)      | 96e              |
| 214              | Kévin Ledanois (FRA)    | AB               |
| 215              | Jérémy Maison (FRA)     | AB               |
| 216              | Amaël Moinard (FRA)     | AB               |
| 217              | Florian Vachon (FRA)    | AB               |

| Sport Vlaanderen-Baloise SVB | Sport Vlaanderen-Baloise SVB | Sport Vlaanderen-Baloise SVB |
| ---------------------------- | ---------------------------- | ---------------------------- |
| Num                          | Coureur                      | Pos                          |
| 221                          | Dries Van Gestel (BEL)       | AB                           |
| 222                          | Benjamin Declercq (BEL)      | AB                           |
| 223                          | Kevin Deltombe (BEL)         | AB                           |
| 224                          | Thomas Sprengers (BEL)       | 62e                          |
| 225                          | Mathias Van Gompel (BEL)     | AB                           |
| 226                          | Aaron Van Poucke (BEL)       | AB                           |
| 227                          | Aaron Verwilst (BEL)         | AB                           |

| Vital Concept-B&B Hotels VCB | Vital Concept-B&B Hotels VCB | Vital Concept-B&B Hotels VCB |
| ---------------------------- | ---------------------------- | ---------------------------- |
| Num                          | Coureur                      | Pos                          |
| 231                          | Patrick Müller (SUI)         | AB                           |
| 232                          | Yoann Bagot (FRA)            | AB                           |
| 233                          | Arnaud Courteille (FRA)      | 99e                          |
| 234                          | Cyril Gautier (FRA)          | AB                           |
| 235                          | Quentin Pacher (FRA)         | 48e                          |
| 236                          | Kévin Réza (FRA)             | AB                           |
| 237                          | Jimmy Turgis (FRA)           | AB                           |

| Wallonie Bruxelles WVA | Wallonie Bruxelles WVA    | Wallonie Bruxelles WVA |
| ---------------------- | ------------------------- | ---------------------- |
| Num                    | Coureur                   | Pos                    |
| 241                    | Eliot Lietaer (BEL)       | 42e                    |
| 242                    | Kevyn Ista (BEL)          | AB                     |
| 243                    | Justin Jules (FRA)        | 87e                    |
| 244                    | Kenny Molly (BEL)         | AB                     |
| 245                    | Mathijs Paasschens (NED)  | AB                     |
| 246                    | Dimitri Peyskens (BEL)    | AB                     |
| 247                    | Baptiste Planckaert (BEL) | AB                     |